# Karlova
Karlova är en stadsdel i Tartu och ligger invid floden Emajõgi. Karlova är beläget centralt i staden och angränsar till stadsdelarna Ropka, Annelinn, Kesklinn och Vaksali.
Karlova är 230 hektar stort och 1 januari 2012 bodde det 9 073 invånare i stadsdelen.